# SMS Salamander (1861)
SMS Salamander var det første panserskib i den kejserlige østrigske marine. Det var bygget af træ og derefter beklædt med panserplader, og på grund af trækonstruktionen blev det kasseret efter 21 års tjeneste. Skibet havde en kraftig vædderstævn, men dets artilleri var ikke meget bevendt. Den østrigske flåde var på det tidspunkt kun i stand til at levere glatløbede forladere, og der gik nogle år, før skibet fik moderne kanoner. Navnet Salamander har samme betydning som på dansk.

## Tjeneste
Salamander var en del af den østrigske flåde, der besejrede den italienske i slaget ved Lissa i 1866. I årene 1869-70 blev skibet istandsat og fik nyt artilleri. I 1883 udgik det af tjeneste og blev derefter brugt som flydende lager for søminer, indtil det blev ophugget i 1895-96.